# حسین‌آباد ولی محمد
حسین‌آباد ولی محمد، روستایی از توابع بخش مرکزی شهرستان ریگان در استان کرمان ایران است.

## جمعیت
این روستا در دهستان چاهدگال قرار دارد و براساس سرشماری مرکز آمار ایران در سال ۱۳۸۵، جمعیت آن ۱۸ نفر (۴خانوار) بوده‌است.